# گمینا بارلینک
گمینا بارلینک (به لهستانی:  Gmina Barlinek) یک گمینا در لهستان است که در شهرستان مشلیبوژ واقع شده‌است. گمینا بارلینک ۲۵۸٫۷۷ کیلومتر مربع مساحت و ۱۹٬۵۲۸ نفر جمعیت دارد.